# طبقة هنلي
طبقة هنلي (بالإنجليزية: Henle's layer)‏ طبقة خلوية خارجية في غلالة جذر الشعر. وتتألف من طبقة واحدة من الخلايا التكعيبية مع نوى مسطحة. وسميت بطبقة هنلي نسبة إلى مكتشفها عالم الأمراض والتشريح الطبيب الألماني يعقوب هينلي.

## وصلات إضافية
- synd/649 على قاموس من سمى هذا؟